# نیل فیتزهنری
نیل فیتزهنری (انگلیسی: Neil Fitzhenry؛ زادهٔ ۲۴ سپتامبر ۱۹۷۸) بازیکن فوتبال است.